# An Alan Smithee Film
Pour plus de détails, voir Fiche technique et Distribution.
An Alan Smithee Film (An Alan Smithee Film: Burn Hollywood Burn) est un film américain réalisé par Arthur Hiller (sous le pseudonyme d'Alan Smithee), sorti en 1998.

## Synopsis
Le réalisateur anglais Alan Smithee doit mettre en scène Trio, un film d'action à gros budget avec notamment Sylvester Stallone, Whoopi Goldberg et Jackie Chan. Cependant le studio remonte le film sans son avis. Bien décidé à renier le film, Alan Smithee contacte alors la Directors Guild of America pour qu'un pseudonyme soit utilisé à la place de son nom. Malheureusement le syndicat n'a qu'un seul pseudonyme en stock : Alan Smithee ! Désespéré, le réalisateur n'a pas d'autre recours : il décide de séquestrer les bobines du film pour les détruire.

## Fiche technique
- Titre : An Alan Smithee Film
- Titre original : An Alan Smithee Film: Burn Hollywood Burn
- Réalisation : Arthur Hiller (sous le pseudonyme d'Alan Smithee)
- Scénario : Joe Eszterhas
- Photographie : Reynaldo Villalobos (en)
- Musique : Chuck D, Joel Diamond et Gary G-Wiz
- Production : Fred C. Caruso, Ben Myron, Michael R. Sloan, Andrew G. Vajna et Joe Eszterhas
- Pays d'origine :  États-Unis
- Format : Couleurs - 1,85 :1
- Genre : comédie
- Durée : 86 minutes
- Dates de sortie[1] :

 États-Unis : 20 février 1998
 France : 8 juillet 1998
 Belgique : 5 août 1998

## Distribution
| - Eric Idle : Alan Smithee - Ryan O'Neal (VF : Marc Bretonnière) : James Edmunds - Coolio : Dion Brothers - Chuck D : Leon Brothers - Richard Jeni : Jerry Glover - Leslie Stefanson : Michelle Rafferty - Sandra Bernhard : Ann Glover - Cherie Lunghi : Myrna Smithee - Harvey Weinstein : Sam Rizzo - MC Lyte : Sista Tu Lumumba - Stephen Tobolowsky : Bill Bardo - Erik King : Wayne Jackson - Naomi Campbell - Douglas Walker : Photographe | Dans leurs propres rôles - Sylvester Stallone (VF : Alain Dorval) - Whoopi Goldberg (VF : Maïk Darah) - Jackie Chan (VF : William Coryn) - Robert Evans - Robert Shapiro - Shane Black - Lisa Canning - Joe Eszterhas - Larry King - Dominick Dunne - Billy Bob Thornton - Billy Barty - Alan Smith - Tony Devon (non crédité) - Norman Jewison (non crédité) |

## Distinctions
Source : Internet Movie Database

### Récompenses
- Razzie Awards 1999 : pire film, pire second rôle masculin pour Joe Eszterhas, pire scénario pour Joe Eszterhas, pire révélation pour Joe Eszterhas, pire chanson originale pour "I Wanna Be Mike Ovitz!" écrite par Joe Eszterhas et Gary G-Wiz.

### Nominations
- Razzie Awards 1999 : pire acteur pour Ryan O'Neal, pire couple à l'écran pour « n'importe quel couple de personnes interprétant leur propre rôle (ou jouant avec eux-mêmes) », pire film, pire second rôle masculin pour Sylvester Stallone, pire réalisateur pour Arthur Hiller.

## Commentaires
- Alan Smithee (ou parfois Allen Smithee, Alan Smythee et Adam Smithee) est réellement le pseudonyme utilisé par un réalisateur voulant renier son œuvre, après avoir fait une demande auprès de la Directors Guild of America. Ironiquement, Arthur Hiller utilisera lui-même ce pseudonyme après avoir vu le montage fait par le studio[4],[5].
- Dans le film, lorsqu'Alan Smithee voit le montage de son film fait par le studio, il déclare que c'est pire que Showgirls (Paul Verhoeven,  1995), qui a été nommé 13 fois aux Razzie Awards 1996[5], et écrit par Joe Eszterhas qui est aussi le scénariste de An Alan Smithee Film.